# Горица Найденова
Горица Найденова Найденова-Йосифова е български етномузиколог от Института за изследване на изкуствата към БАН.
Родена в Плевен на 9 юли 1969, тя завършва през 1993 г. Българската държавна консерватория със специалност „Музикознание“, профил „Музикален фолклор“, след което от 1995 до 1999 е свободен аспирант в Института за музикознание при БАН. След като през 2000 г. защитава научната степен доктор, последователно тя е член на изследователска група „Етномузикология“, като успоредно с това е заместник главен редактор на специализираното академично списание „Българско музикознание“.

## Издадени произведения

### Монографии
- Найденова, Горица. Година–живот–история. Битие и разпад на една традиционна култура през погледа на етномузиколога.   София, Институт за изследване на изкуствата, 2008. ISBN 954-8594-02-1, ISBN 978-954-8594-02-8. с. 153.
- Найденова, Горица. Музикалнофолклорните диалекти на Елена Стоин в звук + CD.   София, Институт за изследване на изкуствата, 2015. ISBN 978-954-8594-56-1. с. 131.

### Сборници
- Найденова, Горица (съст. и ред.). Вечно ще пее и спори… Документално-мемоарен сборник за Васил Арнаудов. София: Et cetera, 2003, с компактдиск.[2]

### Студии, статии и доклади
- Музика и календарен обреден цикъл в село Козичино, Бургаско. – В: Българско музикознание, 1996, № 4, с. 13 – 39.[2]
- Инструмент и инструментална музика в календарния обреден цикъл на с. Козичино, Бургаско. – В: Българско музикознание, 1998, № 4, с. 79 – 102.[2]
- Изпитание, борба, преход и постигане на знание: музическото в първата половина от индивидуалния жизнен цикъл в традиционната култура. – В: Българско музикознание, 2005, № 1, с. 53 – 96.[2]
- Музика и пространствена организация на календарния обреден цикъл. Преосмисляне на селищното пространство при разпада на селищната култура. – В: Български фолклор, 2007, № 3, с. 92 – 110.[2]
- Езикът и музиката във възгледите на Стоян Джуджев. – В: Българско музикознание, 2009, № 1, с. 3 – 27.[2]
- Стоян Джуджев: етноцетризъм или преодоляването му? – В: Българско музикознание, 2010, № 4, с. 45 – 70.[2]
- Стоян Джуджев – Любомир Пипков: липсващата връзка. – В: Българско музикознание, 2014, № 2, с. 3 – 21.[2]
- „Тамбура, боядисана в червено, беззвучна“: селската художествена самодейност между 1944 и 1954 г. – В: Музика и диктат – VІ Академични пролетни четения. Сборник доклади. София: НМА „Проф. Панчо Владигеров“, 2016, с. 48 – 62.[2]
- Агитки, хорове и седенки: първото десетилетие на управляваната художествена самодейност в България (1944 – 1954). – В: Българско музикознание, 2017, № 1, с. 20 – 44.[2]
- Политиката към музикалната самодейност в контекста на политиката в областта на музикалната култура по времето на Комитета за наука, изкуства и култура (1948 – 1954). – В: Алманах на НМА, 8 (2016). София: НМА, 2017, с. 172 – 184.[2]
- 70 години музикологична общност в Българска академия на науките – В: Българско музикознание, 2018, № 1, с., 41 – 50.[2]
- Взаимодействия между полетата на музикалната cамодейност и на професионалните музиканти между есента на 1954 и 1960 година. – В: Българско музикознание, 2019, № 2, с. 3 – 24.[2]
- Държавният ансамбъл за народни песни и танци, композиторите, властта и самодейността през 1952 година. – В: Българско музикознание, 2019, № 4, с. 27 – 48.[2]

## Участие в национални и международни проекти
- Проект „Създаване на Академичен център за електронно и дистанционно обучение /АЦЕДО/ в НМА „Проф. Панчо Владигеров“, 2011. [2]
- BYZART Project – Byzantine Art and Archaeology Thematic Channel, 2017 – 2019.[2]
- Проект „Културното наследство в архивите на Института за изследване на изкуствата: интерактивна карта на изкуствата в България“, Институт за изследване на изкуствата – БАН, 2020 – 2022, ръководител.[2]